# Sitobion gravelii
Sitobion gravelii är en insektsart som först beskrevs av Van der Goot 1917.  Sitobion gravelii ingår i släktet Sitobion och familjen långrörsbladlöss. Inga underarter finns listade i Catalogue of Life.